# Pieninenweg
Der Pieninenweg (polnisch Droga Pienińska) ist ein ca. 12 km langer Wanderweg im Durchbruch des Flusses Dunajec in den Mittleren Pieninen in Polen und der Slowakei. Er ist leicht zu begehen oder mit dem Fahrrad zu befahren. Für den Autoverkehr ist er gesperrt. Der Weg wurde bereits in den 1870er Jahren von der Krakauer Akademie der Gelehrsamkeit angelegt. Insbesondere Józef Szalay hat sich 1870 bis 1875 um den Weg verdient gemacht.

## Lage und Route
Der rot markierte Weg beginnt in dem polnischen Kurort Szczawnica unweit der Anlegestelle Nowy Przewóz sowie der Orlica-Hütte und endet am slowakischen Kloster Červený Kláštor. In Červený Kláštor kann man auf die polnische Seite über die Brücke in Sromowce Niżne zurückkehren und über den blau markierten Kammweg wieder zur Anlegestelle Nowy Przewóz kommen. Für den Rundweg sollte man einen ganzen Tag einplanen. Für den Pieninenweg ca. drei Stunden bzw. eine Stunde mit dem Fahrrad. Fahrräder kann man an mehreren Stellen am Dunajec mieten. Es besteht auch die Möglichkeit, in Sromowce ein Kajak zu mieten, das der Anbieter in  Szczawnica gegen ein Fahrrad tauscht, das man wieder in Sromowce abgibt.

## Galerie

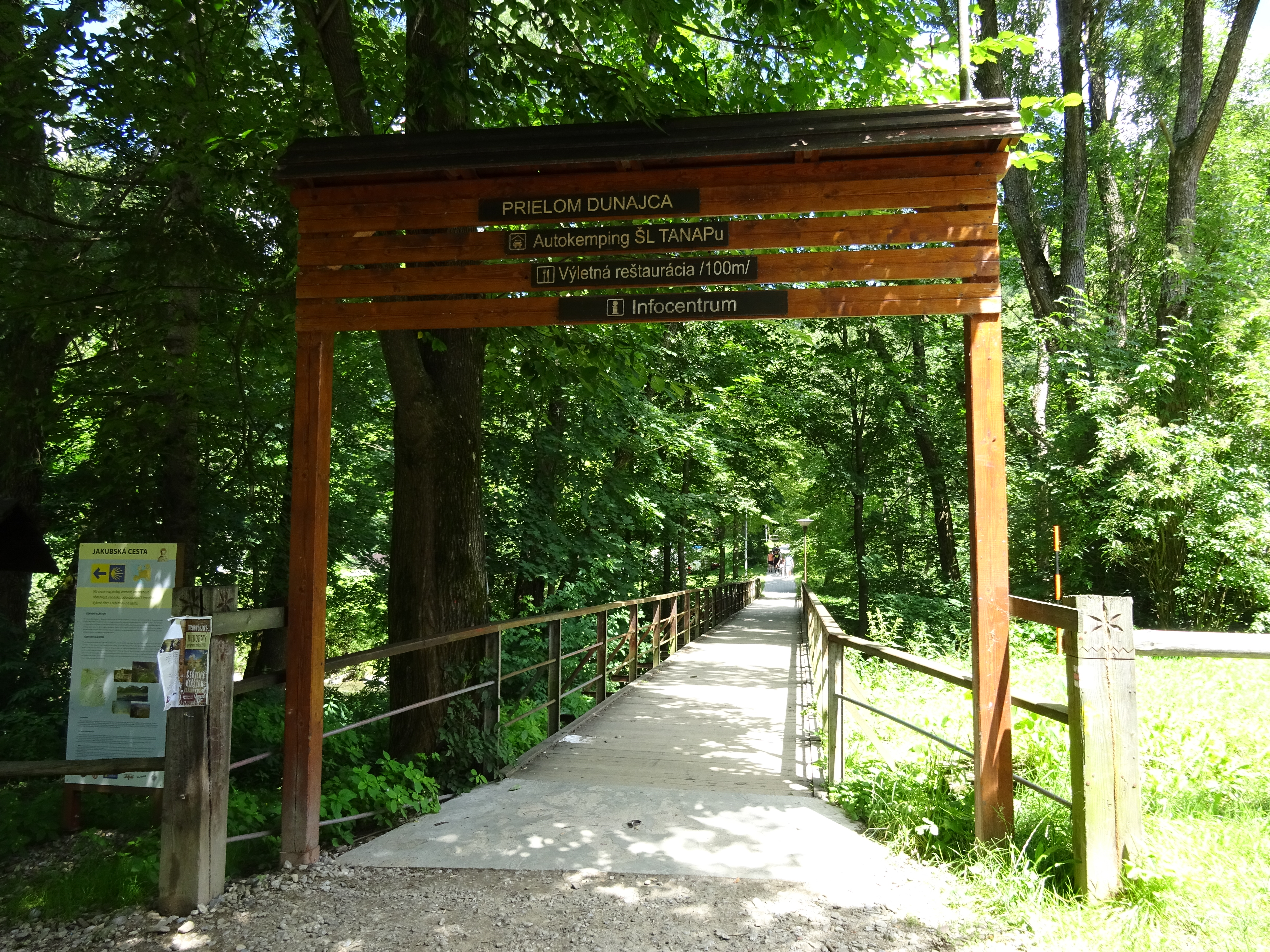
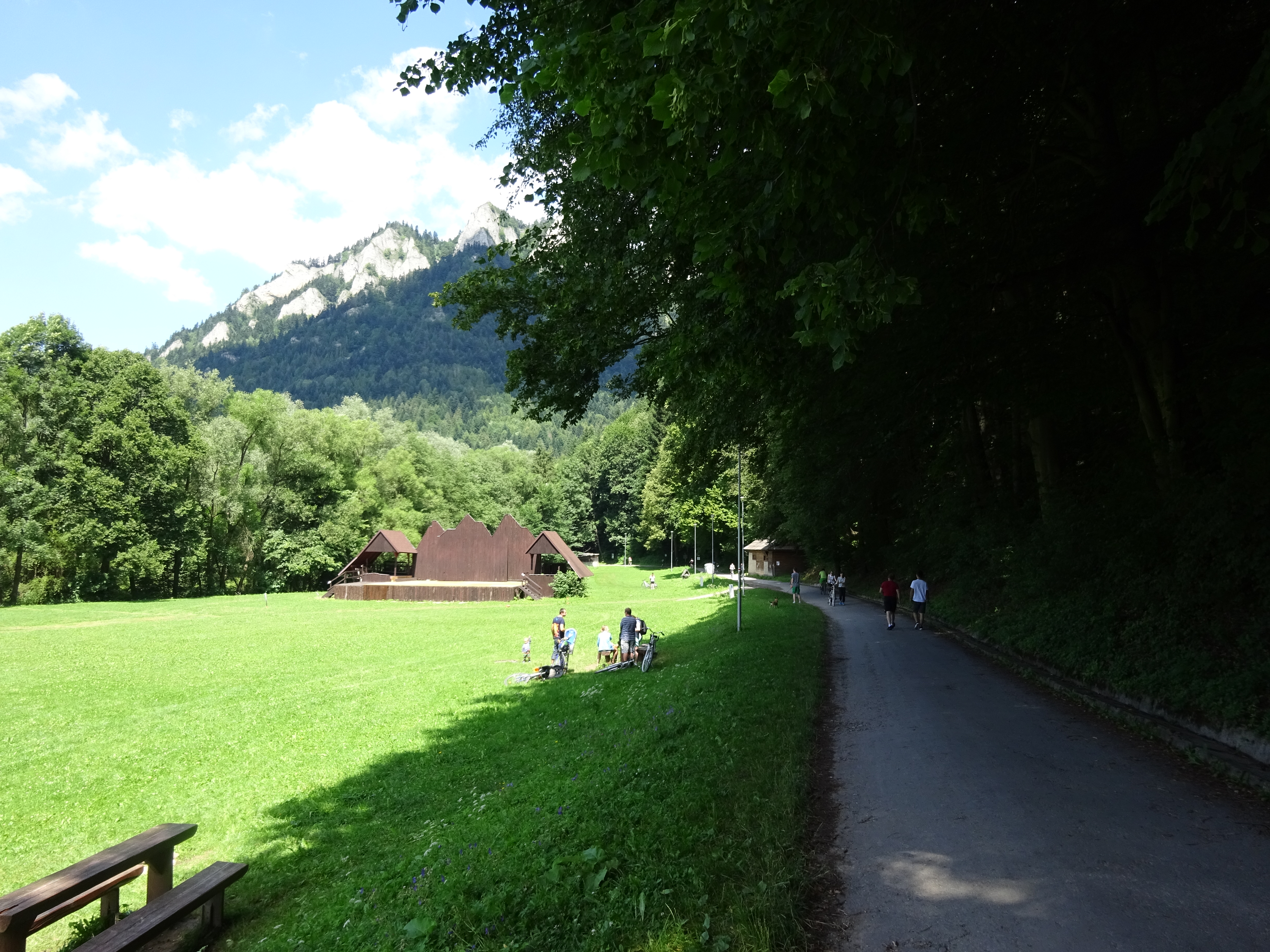
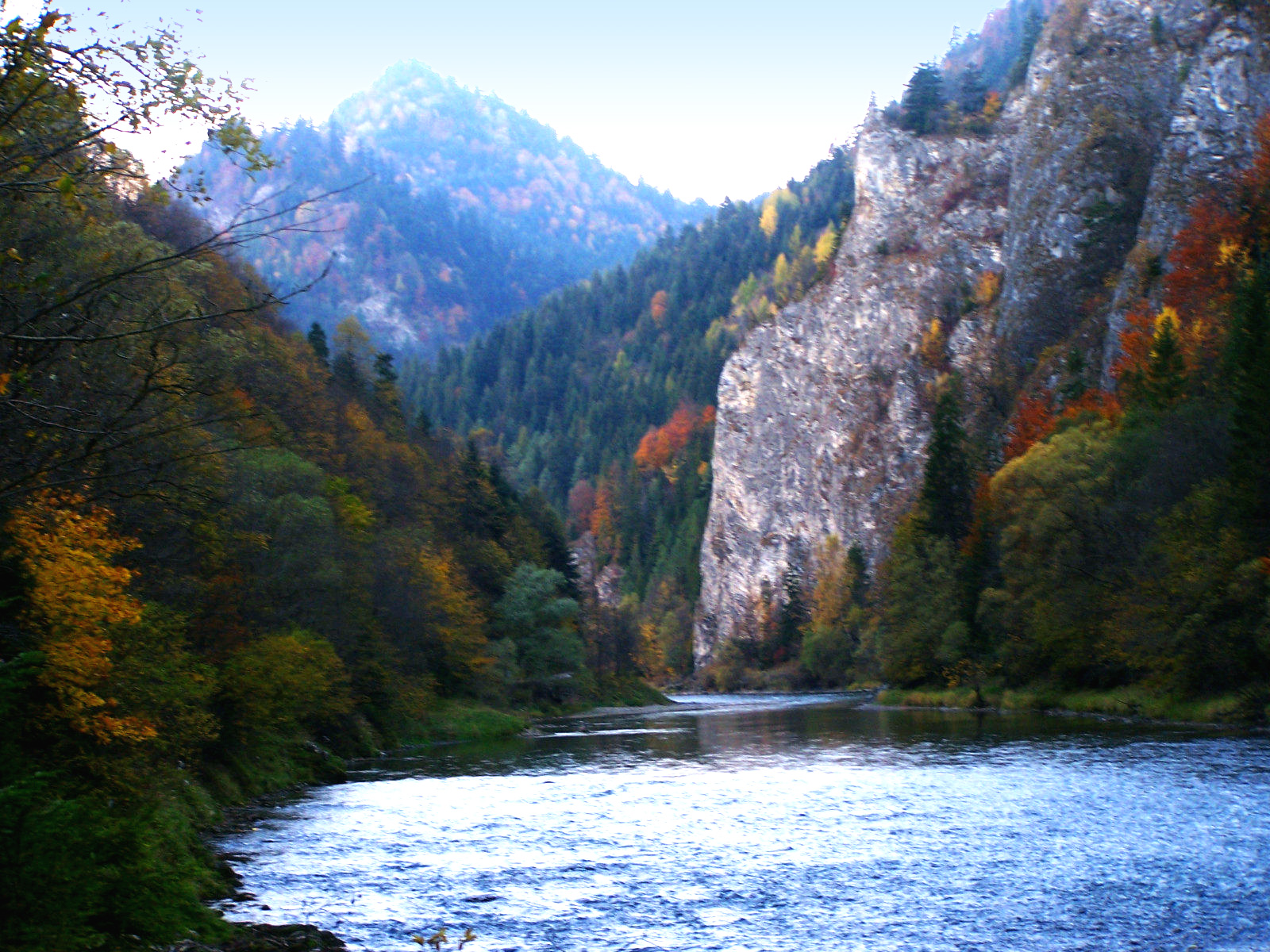
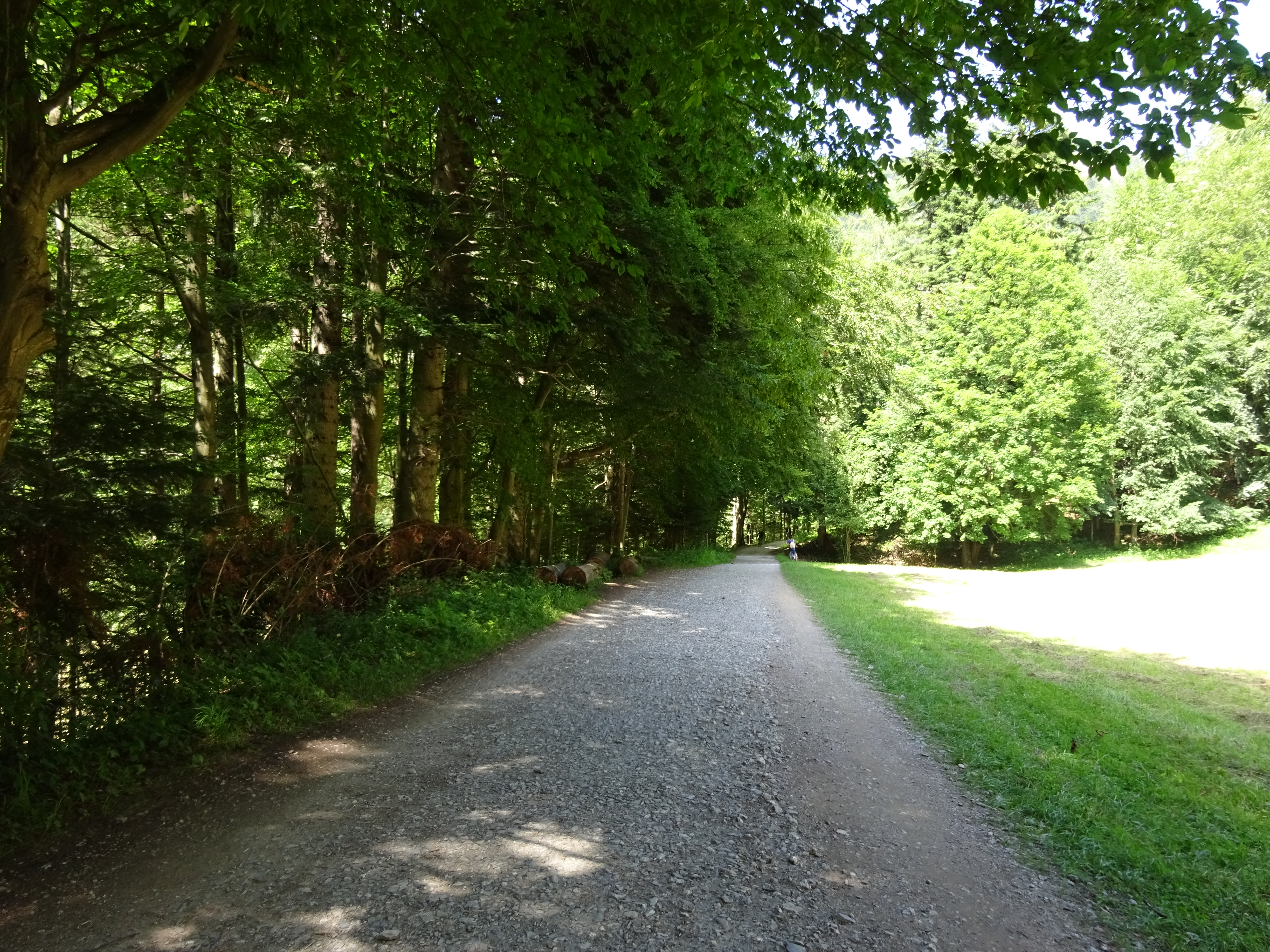
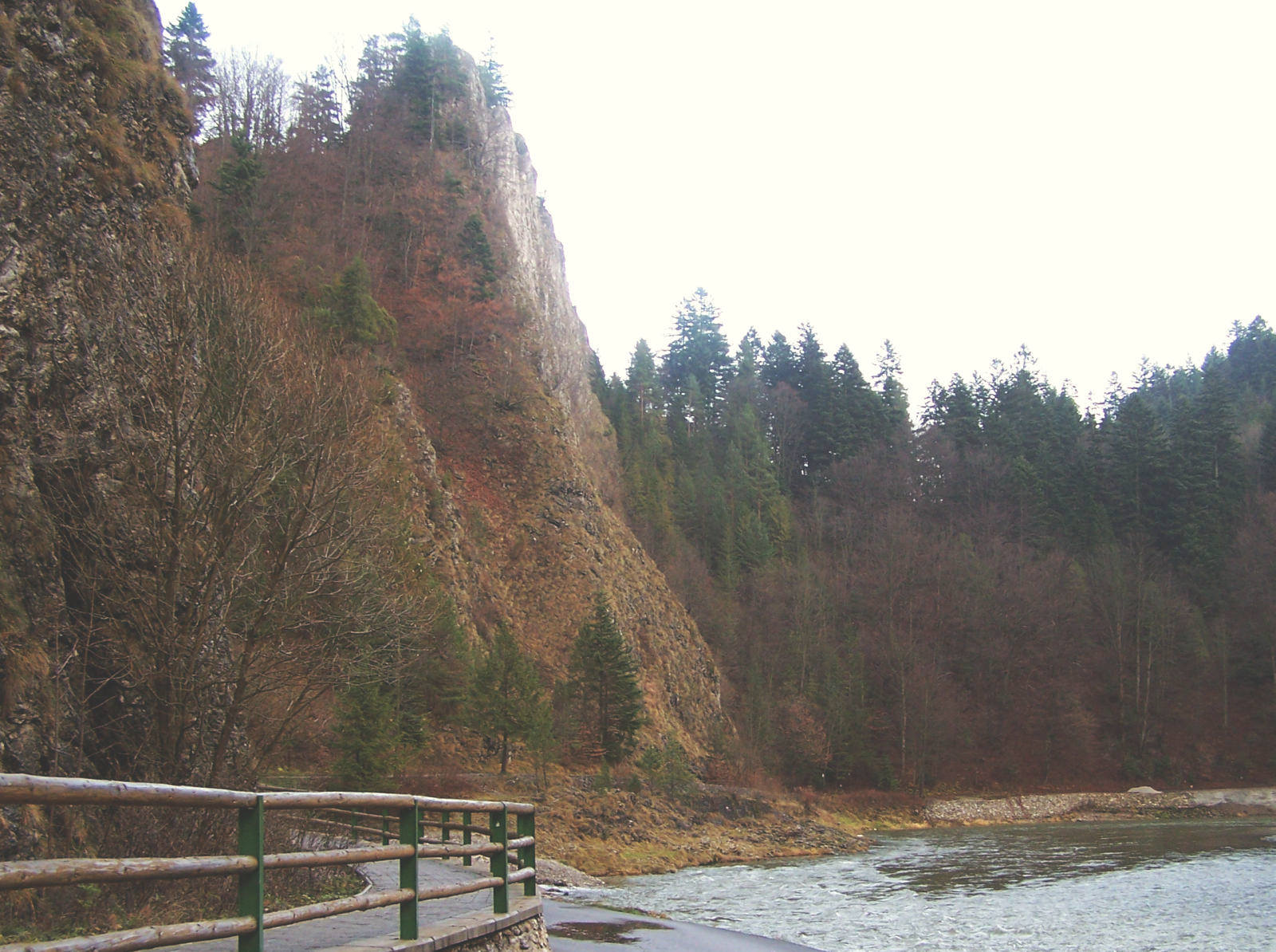
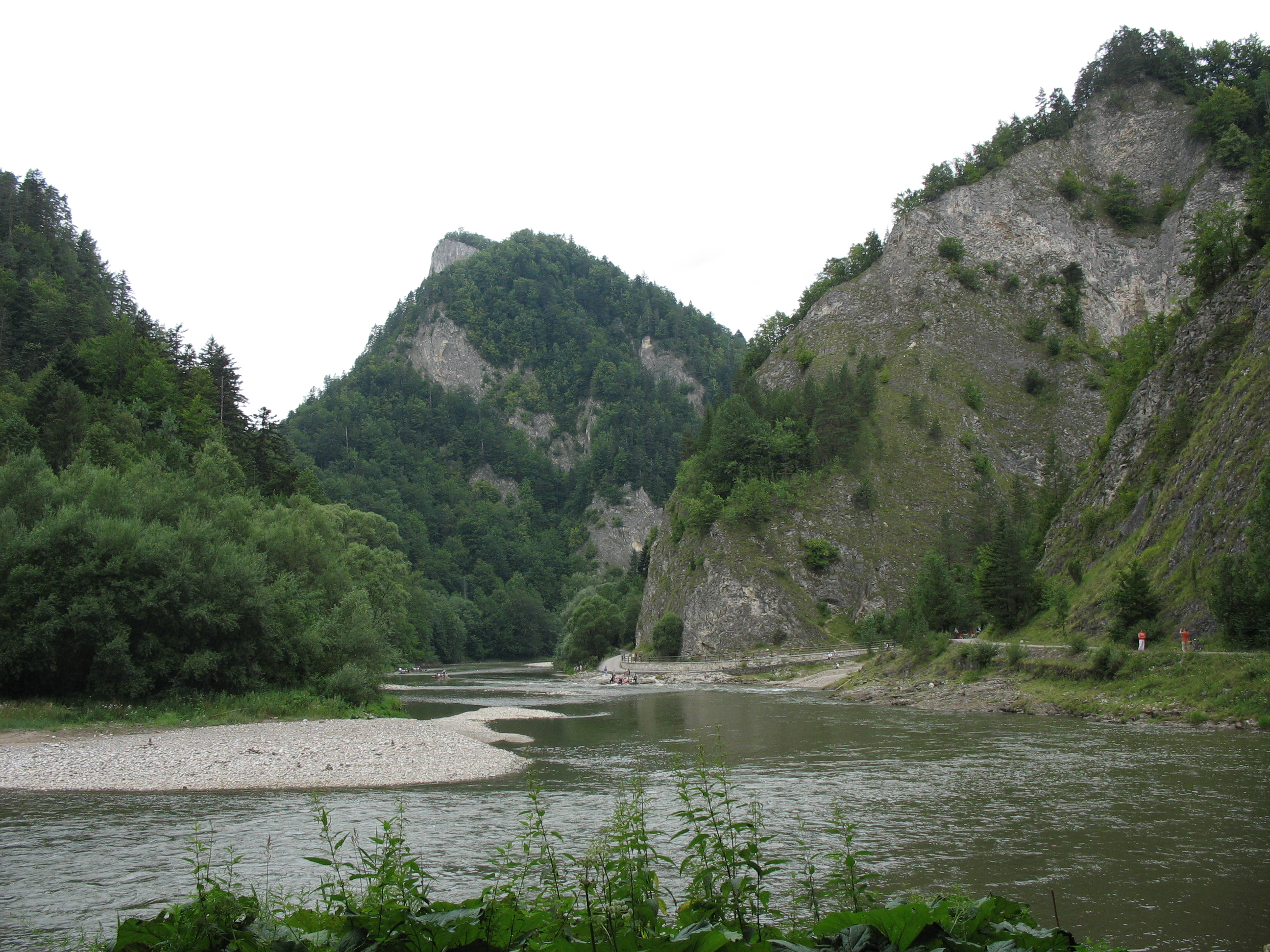
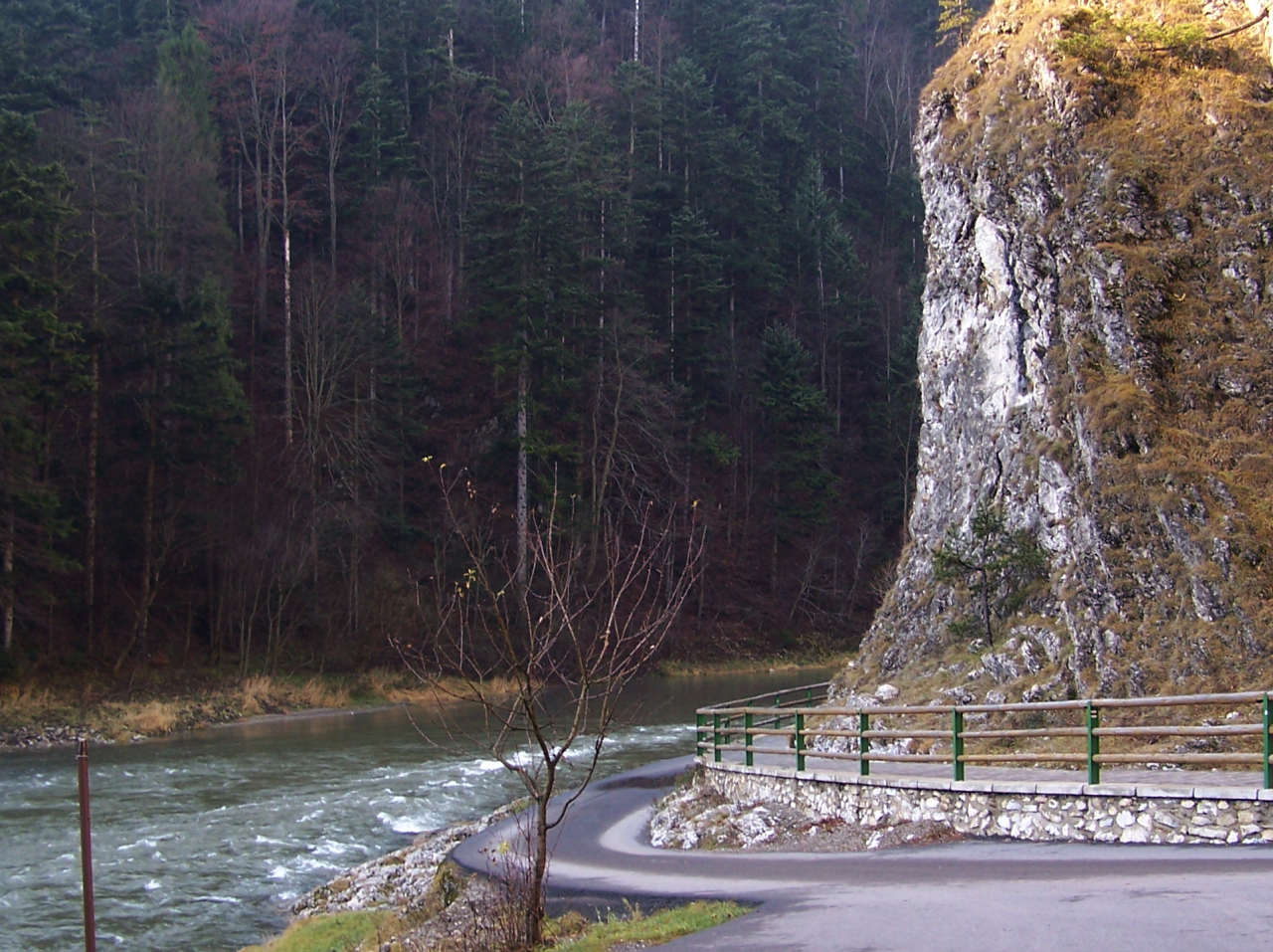
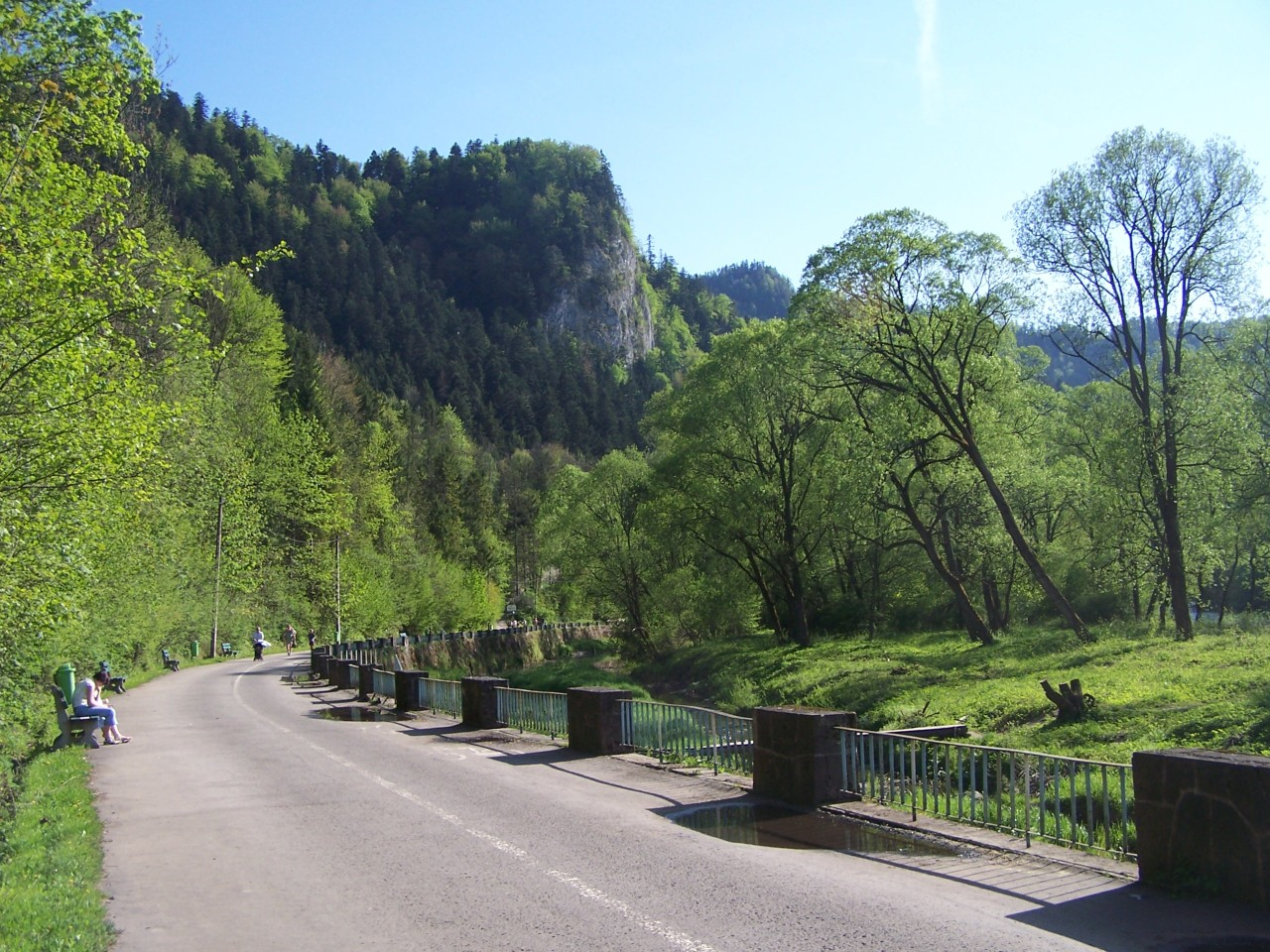